# Interclubs 2016/17
Die Interclubs 2016/17 ist die belgische Mannschaftsmeisterschaft im Schach.
Meister wurde der KSK 47 Eynatten trotz einer Niederlage gegen den Hauptkonkurrenten L’Echiquier Amaytois, während sich Titelverteidiger Koninklijke Gentse Schaakkring Ruy Lopez mit dem vierten Platz begnügen musste. Aus der Division 2 waren im Vorjahr Cercle des Echecs de Charleroi und der Schaakclub Wachtebeke aufgestiegen. Beide Aufsteiger erreichten den Klassenerhalt, während der Borgerhoutse SK und The Belgian Chess Club absteigen mussten.
Zu den gemeldeten Mannschaftskadern siehe Mannschaftskader der Interclubs 2016/17.

## Spieltermine
Die Wettkämpfe wurden am 2. und 16. Oktober, 6. und 27. November, 4. Dezember 2016, 29. Januar, 12. und 19. Februar, 12. und 26. März sowie 23. April 2017 gespielt, wobei drei Wettkämpfe der dritten Runde wegen der Überschneidung mit dem European Club Cup bereits am 30. Oktober 2016 ausgetragen wurden.

## Modus
Die zwölf teilnehmenden Mannschaften spielten ein einfaches Rundenturnier. Über die Platzierung entschied zunächst die Anzahl der Mannschaftspunkte (zwei Punkte für einen Mannschaftssieg, ein Punkt für ein Unentschieden, kein Punkt für eine Niederlage) und dann die Zahl der Brettpunkte (ein Punkt für einen Sieg, ein halber Punkt für ein Remis, kein Punkt für eine Niederlage).

## Tabelle
| Pl. | Verein                                                 | Sp | G  | U | V | MP    | Brett-P.  |
| --- | ------------------------------------------------------ | -- | -- | - | - | ----- | --------- |
| 01. | KSK 47 Eynatten                                        | 11 | 10 | 0 | 1 | 20:2  | 61,5:26,5 |
| 02. | L’Echiquier Amaytois                                   | 11 | 9  | 1 | 1 | 19:3  | 57,0:31,0 |
| 03. | Schachfreunde Wirtzfeld                                | 11 | 7  | 1 | 3 | 15:7  | 53,0:35,0 |
| 04. | Koninklijke Gentse Schaakkring Ruy Lopez (M)           | 11 | 6  | 1 | 4 | 13:9  | 50,0:38,0 |
| 05. | Cercle des Echecs de Charleroi (N)                     | 11 | 5  | 1 | 5 | 11:11 | 42,5:45,5 |
| 06. | KSK Rochade Eupen-Kelmis                               | 11 | 5  | 1 | 5 | 11:11 | 42,0:46,0 |
| 07. | Koninklijke Brugse Schaakkring                         | 11 | 5  | 0 | 6 | 10:12 | 42,5:45,5 |
| 08. | Cercle d’Échecs Fontainois                             | 11 | 4  | 1 | 6 | 9:13  | 40,5:47,5 |
| 09. | Cercle Royal des Echecs de Liège et Echiquier Liègeois | 11 | 4  | 0 | 7 | 8:14  | 42,5:45,5 |
| 10. | Schaakclub Wachtebeke (N)                              | 11 | 3  | 1 | 7 | 7:15  | 39,0:49,0 |
| 11. | Borgerhoutse SK                                        | 11 | 2  | 1 | 8 | 5:17  | 28,0:60,0 |
| 12. | The Belgian Chess Club                                 | 11 | 2  | 0 | 9 | 4:18  | 29,5:58,5 |

### Entscheidungen
|     | Belgischer Meister: KSK 47 Eynatten                                  |
|     | Absteiger in die Division 2: Borgerhoutse SK, The Belgian Chess Club |
| (M) | Meister der letzten Saison                                           |
| (N) | Aufsteiger der letzten Saison                                        |

## Kreuztabelle
| Ergebnisse | Ergebnisse                                             | 01. | 02. | 03. | 04. | 05. | 06. | 07. | 08. | 09. | 10. | 11. | 12. |
| ---------- | ------------------------------------------------------ | --- | --- | --- | --- | --- | --- | --- | --- | --- | --- | --- | --- |
| 01.        | KSK 47 Eynatten                                        |     | 3½  | 5   | 5   | 6   | 5½  | 5   | 6½  | 6   | 6   | 7   | 6   |
| 02.        | L’Echiquier Amaytois                                   | 4½  |     | 3   | 4½  | 4½  | 4   | 5½  | 5½  | 5   | 5½  | 7½  | 7½  |
| 03.        | Schachfreunde Wirtzfeld                                | 3   | 5   |     | 3   | 4½  | 3½  | 6   | 5½  | 5½  | 4   | 6   | 7   |
| 04.        | Koninklijke Gentse Schaakkring Ruy Lopez               | 3   | 3½  | 5   |     | 5½  | 5½  | 6½  | 6   | 5   | 2½  | 4   | 3½  |
| 05.        | Cercle des Echecs de Charleroi                         | 2   | 3½  | 3½  | 2½  |     | 3   | 4½  | 4   | 4½  | 5   | 5½  | 4½  |
| 06.        | KSK Rochade Eupen-Kelmis                               | 2½  | 4   | 4½  | 2½  | 5   |     | 3½  | 2   | 3½  | 4½  | 5   | 5   |
| 07.        | Koninklijke Brugse Schaakkring                         | 3   | 2½  | 2   | 1½  | 3½  | 4½  |     | 5   | 4½  | 6½  | 6   | 3½  |
| 08.        | Cercle d’Échecs Fontainois                             | 1½  | 2½  | 2½  | 2   | 4   | 6   | 3   |     | 3½  | 5   | 6   | 4½  |
| 09.        | Cercle Royal des Echecs de Liège et Echiquier Liègeois | 2   | 3   | 2½  | 3   | 3½  | 4½  | 3½  | 4½  |     | 5½  | 3½  | 7   |
| 10.        | Schaakclub Wachtebeke                                  | 2   | 2½  | 4   | 5½  | 3   | 3½  | 1½  | 3   | 2½  |     | 6½  | 5   |
| 11.        | Borgerhoutse SK                                        | 1   | ½   | 2   | 4   | 2½  | 3   | 2   | 2   | 4½  | 1½  |     | 5   |
| 12.        | The Belgian Chess Club                                 | 2   | ½   | 1   | 4½  | 3½  | 3   | 4½  | 3½  | 1   | 3   | 3   |     |

## Die Meistermannschaft
| 1.            | KSK 47 Eynatten |
| Schachfiguren | Igor Khenkin, Imre Balog, Jan-Christian Schröder, Csaba Horváth, József Horváth, Daniel Hausrath, Michael Hoffmann, Martijn Dambacher, Robin Swinkels, Matthias Dann, Thomas Henrichs, Thomas Koch, Patrick Zelbel, Matthias Röder, Fernando Braga, Lars Stark, Richard Polaczek, Thomas Trella, Cemil Gülbaş, Marcel Becker, Martin Alexander Becker, Dirk Schuh, Michael Hammes, Aleksej Litwak, Markus Balduan, Jürgen Kaufeld, Rainer Montignies, Bernhard Stillger, Jimmy Lafosse, Luc Vanstreels, André Krüger. |